# Hypocrisias minima
Hypocrisias minima là một loài bướm đêm thuộc phân họ Arctiinae, họ Erebidae.